# Bee Gees Greatest Volume 1 1967-1974
A Bee Gees Greatest Volume 1 1967–1974 című lemez a Bee Gees  válogatáslemeze.

## Az album dalai
LP1
1. New York Mining Disaster 1941 (Barry és Robin Gibb) – 2:08
2. To Love Somebody (Barry és Robin Gibb) – 2:59
3. Massachusetts (Barry, Robin és Maurice Gibb) – 2:22
4. World (Barry, Robin és Maurice Gibb) – 3:13
5. Words (Barry, Robin és Maurice Gibb) – 3:14
6. I've Gotta Get a Message to You (Barry, Robin és Maurice Gibb) – 3:06
7. Idea (Barry, Robin és Maurice Gibb) – 2:51
8. I Started a Joke (Barry, Robin és Maurice Gibb) – 3:06
9. Melody Fair (Barry, Robin és Maurice Gibb) – 3:47
10. First of May (Barry, Robin és Maurice Gibb) – 2:47
11. Saved by the Bell (Robin Gibb) – 3:03
12. Sun in My Morning (Barry és Maurice Gibb) – 2:55
13. The Lord (Barry és Maurice Gibb) – 2:19
14. I. O. I. O. (Barry és Maurice Gibb) – 2:50

LP2
1. Morning of My Life (In the Morning) (Barry Gibb) – 3:52
2. Lonely Days (Barry, Robin és Maurice Gibb) – 3:44
3. Lay It on Me (Murice Gibb) – 2:07
4. How Can You Mend a Broken Heart? (Barry és Robin Gbb) – 3:56
5. Israel (Barry és Robin Gibb) – 3:45
6. My World (Barry és Robin Gibb) – 4:18
7. Sea of Smiling Faces (Barry, Robin és Maurice Gibb) – 3:07
8. Saw a New Morning (Barry, Robin és Maurice Gibb) – 4:08
9. Wouldn't I Be Someone (Barry, Robin és Maurice Gibb) – 5:39
10. King and Country (Barry, Robin és Maurice Gibb) – 5:19
11. Give a Hand, Take a Hand  (Barry és Maurice Gibb) – 4:44
12. It Doesn't Matter Much to Me (Barry, Robin és Maurice Gibb) – 3:49
13. Throw a Penny (Barry és Robin Gibb) – 4:45

## Közreműködők
- Bee Gees